# Shaw-díj
A Shaw-díj egy tudományos kitüntetés, melyet a hongkongi Sir Run Run Shaw alapított. Shaw hongkongi média mágnás. A díj csillagászat, élettudomány és matematika területén kerül kiosztásra olyan személyeknek akik jelentősen hozzájárultak az emberiség fejlődéséhez és jobbá tételéhez. A díjhoz a győztesek még 1 millió dollárt is kapnak.

## Csillagászat
- 2011 Enrico Costa és Gerald Fishman – az űrmissziók vezetésért melyek lehetővé tették a gamma-kitörések felfedezését és tanulmányozását.
- 2010 Charles Bennett, Lyman Page és David Spergel – a Wilkinson Microwave Anisotropy Probe kísérlettel elért eredményeikért, melyek segítettek meghatározni a Világegyetem geometriáját, korát és összetételét.
- 2009 Frank Shu – az egész életen át tartó hozzájárulásáért az elméleti csillagászathoz.
- 2008 Reinhard Genzel – amiért megmutatta hogy a Tejútrendszer középpontjában egy szupernehéz feketelyuk van.
- 2007 Peter Goldreich – az asztrofizika és a bolygók területén elért eredményeiért.
- 2006 Saul Perlmutter, Adam Riess, és Brian Schmidt – a gyorsan táguló Univerzum és a sötét energia felfedezéséért
- 2005 Geoffrey Marcy és Michel Mayor – az első Naprendszeren kívüli bolygó felfedezésért.
- 2004 Jim Peebles – a csillagászat területén elért számtalan eredményéért.

## Élettudomány
- 2011 Jules Hoffmann, Ruslan Medzhitov és Bruce Beutler – a veleszületett immunitás molekuláris mechanizmusának felfedezésért.
- 2010 David Julius
- 2009 Douglas Coleman és Jeffrey Friedman – A leptin felfedezéséért.
- 2008 Keith Campbell, Ian Wilmut, Shinya Yamanaka – Az emlősökön végzett sejtdifferenciálódás kutatásáért és a fejlődéstanról szerzett tudásunk bővítésért.
- 2007 Robert Lefkowitz – A csatolt G-protein receptorok kutatásaiért.
- 2006 Wang Xiaodong – A programozott sejthalál biokémiai kutatásaiért.
- 2005 Michael Berridge – A sejtszintű kalcium szabályozás tanulmányozásáért.
- 2004 A díj egyik fele Stanley Cohen és Herbert Boyer – A DNS klónozás és a genomika területén elért felfedezésekért; és 
Kan Yuet-wai (簡悅威) – A DNS polimorfizmus terén elért felfedezéséért.
- 2004 A díj másik fele Sir Richard Doll – A rák epidemiológiai kutatásáért

## Matematika
- 2011 Demetrios Christodoulou és Richard Hamilton
- 2010 Jean Bourgain – a matematikai analízis terén elért eredményeiért a parciális differenciálegyenletektől az elméleti számítástechnikáig.
- 2009 Simon Donaldson és Clifford Taubes – A három- és négydimenziós geometriához való hozzájárulásért.
- 2008 Vlagyimir Arnold és Ljudvig Faggyejev – A matematikai fizikához való hozzá járulásért.
- 2007 Robert Langlands és Richard Taylor – A Langlands program kutatásáért.
- 2006 David Mumford és Wu Wenjun
- 2005 Andrew Wiles – A Fermat-sejtés megoldásáért.
- 2004 Chern Shiing-shen (陳省身) – differenciálgeometria megalapításáért.

## Külső hivatkozások
- A hivatalos oldal